# Death of a Nation (film)
Death of a Nation is een Amerikaanse politieke documentaire uit 2018 geregisseerd door Dinesh D'Souza en Bruce Schooley.

## Plot
In de film wordt president Donald Trump vergeleken met president Abraham Lincoln. Ook wordt in de film de Democratische Partij vergeleken met de NSDAP en wordt beweerd dat Adolf Hitler progressief was en een voorstander van homorechten.

## Ontvangst
De film kreeg een 0%-score op Rotten Tomatoes en een 1-score op Metacritic, twee websites die recensies van grote publicaties verzamelen, dit betekent dat de film heel slecht werd ontvangen door deze recensenten. Tegelijkertijd heeft de film op Rotten Tomatoes een hoge publieke score.

## Prijzen en nominaties
De belangrijkste:
| Jaar | Prijs                   | Categorie                                    | Genomineerde(n)                                  | Uitslag       |
| ---- | ----------------------- | -------------------------------------------- | ------------------------------------------------ | ------------- |
| 2019 | Golden Raspberry Awards | Slechtste acteur                             | Donald Trump                                     | In afwachting |
| 2019 | Golden Raspberry Awards | Slechtste duo                                | Donald Trump en zijn aanhoudende kleinzieligheid | In afwachting |
| 2019 | Golden Raspberry Awards | Slechtste prequel, remake, rip-off of sequel | Slechtste prequel, remake, rip-off of sequel     | In afwachting |
| 2019 | Golden Raspberry Awards | Slechtste scenario                           | Dinesh D'Souza en Bruce Schooley                 | In afwachting |